# Ornella Muti
Ornella Muti, numele la naștere Francesca Romana Rivelli, (n. 9 martie 1955, Roma, Italia) este o actriță italiană. 

## Biografie
Născută dintr-un tată napolitan și o mamă estoniană, Francesca are o soră mai mare, Claudia, născută în 1951.
Ornella Muti, lucrează ca model de tânără, ea va debuta în anul 1970 în filmul Cea mai frumoasă soție (La moglie più bella).
Primele roluri le va juca în filme italiene ca în 1980 să joace în Marea Britanie în filmul Flash Gordon care va fi premiat cu premiul Oscar (1991) iar în 1992 va juca în filmul Once Upon A Crime. Ornella Muti devine cunoscută în Franța prin reclame pentru pastele Giovanni Panzani.
Muti se căsătorește cu Alessio Orano cu care a jucat împreună în filmul Cea mai frumoasă soție, (1975-1981), și apoi cu Federico Facchinetti (1988-1996).
Muti are trei copii: Naike Rivelli (n. 1974), care este actor și model ca mama ei.
Din 1998, Muti trăiește cu Stefano Piccolo.

## Filmografie selectivă
- 1970 Cea mai frumoasă soție (La moglie più bella), regia Damiano Damiani
- 1971 Il Sole nella pelle, regia Giorgio Stegani
- 1973 Călugărițele din Sant Arcangelo (Le Monache di Sant'Arcangelo), regia Domenico Paolella[9]
- 1974 Roman popular (Romanzo popolare), regia Mario Monicelli, rol: Vincenzina Rotunno Basletti[9]
- 1974 Appassionata, regia Gianluigi Calderone, rol: Eugenia Rutelli
- 1975 Leonor, regia Juan Luis Buñuel, rol: Catherine
- 1976 Ultima femeie (La Dernière femme), regia Marco Ferreri, rol: Valerie[9]
- 1976 Virginitate (Come una rosa al naso), regia Franco Rossi[9]
- 1977 Camera episcopului (La stanza del vescovo), regia Dino Risi, rol: Matilde Scrosati Berlusconi
- 1977 Alibi pentru un prieten, (Mort d'un pourri), regia Georges Lautner, rol: Valérie
- 1977 Noii monștri (I nuovi mostri), regia Mario Monicelli, Dino Risi și Ettore Scola
- 1978 Ultima romanță de dragoste (Primo amore), regia Dino Risi, rol: Renata
- 1979 Crimă în stil napoletan (Giallo napoletano), regia Sergio Corbucci
- 1979 Viața e frumoasă, (Жизнь прекрасна / La Vita è bella), regia Grigori Ciuhrai
- 1980 Flash Gordon, regia Mike Hodges
- 1981 Innamorato pazzo, regia Castellano e Pipolo
- 1981 Nimeni nu e perfect (Nessuno è perfetto), regia Pasquale Festa Campanile
- 1981 Povestea unei nebunii obișnuite (Storie di ordinaria follia), regia Marco Ferreri
- 1982 Fata din Triest (La Ragazza di Trieste), regia Pasquale Festa Campanile[9]
- 1984 Dragostea lui Swann (Un amour de Swann), regia Volker Schlöndorff[9]
- 1984 Viitorul e femeie (Il futuro è donna), regia Marco Ferreri[9]
- 1987 Casanova
- 1987 Cronica unei morți anunțate (Cronaca di una morte annunciata), regia Francesco Rosi
- 1989 Tu, rege ('O Re), regia Luigi Magni[9]
- 1990 Wait Until Spring, Bandini
- 1990 Il Viaggio di Capitan Fracassa (1990, English titles: Captain Fracassa's Journey, The Voyage of Captain Fracassa)
- 1991 Oscar
- 1992 Once Upon A Crime
- 1993 El Amante Bilingüe
- 1996 Mi fai un favore
- 1996 Pour rire!
- 1998 Somewhere in the City
- 1999 The Count of Monte Cristo
- 1999 The Unscarred, costarred with daughter Naike Rivelli
- 2001 Domani (2001, English title: Tomorrow)
- 2002 Last Run
- 2002 Cavale (also known as Trilogy: One, On the Run, One)
- 2002 Un couple épatant (2002, also known as Trilogy: Two, An Amazing Couple, Two)
- 2002 Après la vie (2002) (also known as Trilogy: Three, After the Life, Three)
- 2003 Hotel
- 2004 On the Run: Trilogy 1
- 2004 An Amazing Couple: Trilogy 2
- 2004 After the Life: Trilogy 3
- 2004 The Heart Is Deceitful Above All Things